# Kochring

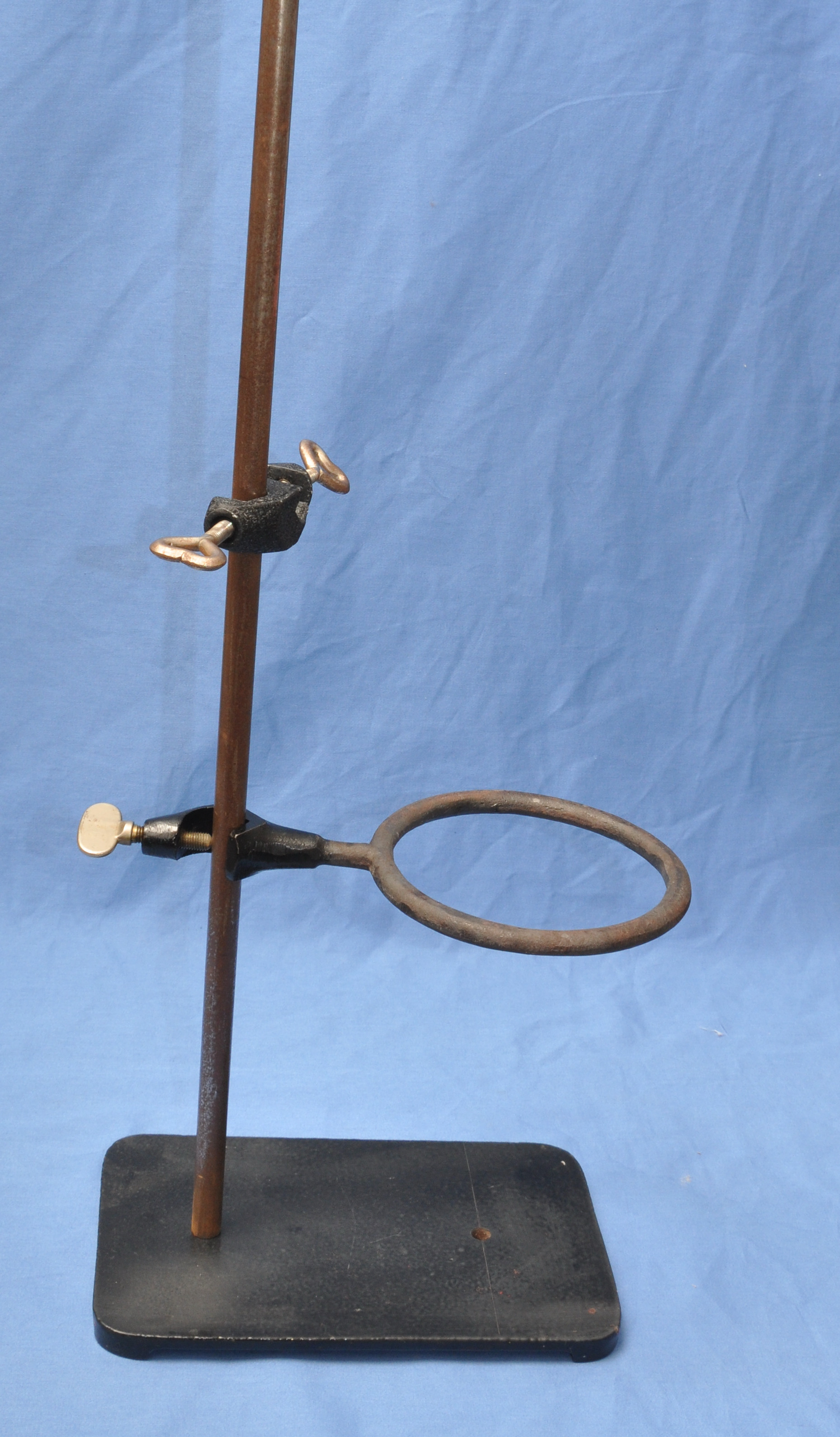
Kochring an einem Bunsenstativ

Ein Kochring ist ein Ring, der mithilfe einer Klemme an der Stange eines Bunsenstativs höhenverstellbar angebracht wird. Den Ring gibt es in verschiedenen Durchmessern. Er hat die gleiche Funktion wie ein Dreifuß, bietet jedoch den Vorteil der Höhenverstellbarkeit über einer Wärmequelle oder einem weiteren Gefäß (bei Filtrationsaufgaben), oder als Halter für einen Schütteltrichter. Auch Zubehör, wie Tondreieck oder Keramikdrahtnetz, wird nach Bedarf eingesetzt.